# Ху Ђинтао
Ху Ђинтао (упрошћени кинески: 胡锦涛, традиционални кинески: 胡錦濤, пинјин: Hú Jǐntāo; 21. децембар 1942) је бивши генерални секретар Комунистичке партије Кине. На овом положају био је од 2002. до 2012. године. Био је председник Народне Републике Кине од 2003. до 2013. и председавајући централне војне комисије од 2004. до 2012. године. На месту председника наследио је Ђанга Цемина. Од преузимања положаја, Ху инсистира на већем контролисању економије и конзервативан је у спровођењу политичких реформи. Његова спољна политика је мање помирљива него спољна политика његових претходника, тако да је кинески утицај у свету порастао од времена његовог ступања на дужност.
Његово уздизање на место председника представља трансформацију од старе комунистичке управе на млађе технократе. Већи део свог радног века Ђинтао је провео као део комунистичке управе. Био је шеф партије у Тибетанском аутономном региону и потпредседник за време Ђанга Цемина. Залаже се за хармонично друштво и мирне међународне односе. Такође је настојао да убрза кинески научни и технички развој.
Ху је дошао на власт преко Комунистичке партије Кине (КПК), посебно као секретар партијског комитета за провинцију Гуејџоу и Тибетску аутономну регију, где је његова оштра репресија против неслагања привукла пажњу са највиших нивоа. Прешао је до првог секретара Централног секретаријата КПК и потпредседника под Ђанг Цемином. Ху је био први вођа Комунистичке партије из генерације млађе од оних који су учествовали у грађанском рату и оснивању републике. Утицајни спонзори из старије генерације промовисали су његов брзи успон, укључујући Сонг Пинга, Ху Јаобанга, Денг Сјаопинга и Ђанг Цемина.
Током свог мандата, Ху је поново увео државну контролу у неким секторима економије које је претходна администрација ублажила, и био је конзервативан са политичким реформама. Заједно са својим колегом премијером Вен Ђабаом, Ху је председавао скоро деценију доследног економског раста и развоја који је учврстио Кину као велику светску силу. Настојао је да унапреди социо-економску једнакост у земљи кроз научни преглед развоја, који је имао за циљ да изгради „хармонично социјалистичко друштво“ које је просперитетно и без друштвених сукоба. Под његовим вођством, власти су такође разбиле друштвене немире, протесте етничких мањина и дисидентске личности, што је такође довело до многих контроверзних догађаја као што су немири на Тибету и доношење Закона о антисецесији. У спољној политици, Ху се залагао за „мирни развој Кине“, тежњу за меком моћи у међународним односима и корпоративни приступ дипломатији. Током Хуовог мандата, утицај Кине у Африци, Латинској Америци и другим регионима у развоју се повећао.
Ху је поседовао скроман и уздржан стил руковођења. Његов мандат карактерише колективно вођство и владавина заснована на консензусу. Ове особине су учиниле Хуа прилично загонетном фигуром у очима јавности. Његова администрација је била позната по томе што се више фокусирала на технократску компетенцију него на личност. На крају свог мандата, Ху је добио похвале, јер се добровољно повукао са свих позиција. Наследио га је Си Ђинпинг.

## Детињство и младост
Ху Ђинтао је рођен у Ђангјану, у покрајини Ђангсу, 1942. године. Он је директан потомак генерала династије Минг Ху Цунгсјена, познатог по борби против јапанских пирата. Његов огранак породице мигрирао је из округа Ђиси, Анхуеј у Тајџоу током генерације његовог деде. Иако је његов отац поседовао малу трговину чајем у Тајџоу, породица је била релативно сиромашна. Његова мајка је била учитељица и умрла је када је имао 7 година, а одгајала га је тетка. Хуов отац је био осуђен током Културне револуције, што је догађај који је (заједно са његовим релативно скромним пореклом) очигледно имао дубок утицај на Хуа, који је марљиво покушавао да очисти име свог оца.
Придружио се Комунистичкој партији Кине (КПК) у априлу 1964. Те године је дипломирао на Универзитету Ђингхуа након што је студирао централне хидроелектране на Одсеку за заштиту вода. Почео је да ради у јулу 1965. године као инжењер.
Године 1968, Ху је волонтирао за службу у Гансуу и радио на изградњи хидроелектране Љуђасја док је такође управљао пословима ЦЦП за локални огранак Министарства за водне ресурсе и електричну енергију. Од 1969. до 1974. радио је за Синохидро инжењерски биро.
Ху је ожеnio Љу Јунгкинг, коју је упознао на Универзитету Ђингхуа када су тамо студирали. Они су имали двоје деце, Ху Хајфенга и Ху Хајкинга. За разлику од Вен Ђабаоа, премијера, он никада није дао јавни интервју директном интеракцијом са медијима. Био је познат по томе што волео стони тенис и плес у дворани. За Хуа се такође говорило да поседује фотографско памћење које је постало очигледно у његовим средњошколским данима.